# İzmir Halcyons 2024
Questa voce raccoglie le informazioni riguardanti gli İzmir Halcyons nelle competizioni ufficiali della stagione 2024.

## 1. Lig 2024

### Stagione regolare
| Istanbul 9 marzo 2024, ore 18:00 1ª giornata | ITÜ Hornets | 7 – 22 | İzmir Halcyons | ITÜ Stadyumu |

| Smirne 17 marzo 2024, ore 18:00 2ª giornata | İzmir Halcyons | 16 – 7 | Boğaziçi Sultans | Balçova Spor Kompleksi |

| Smirne 6 aprile 2024, ore 18:30 3ª giornata | İzmir Halcyons | 0 – 22 | Istanbul Bisons | Balçova Spor Kompleksi |

| Istanbul 20 aprile 2024, ore 18:30 4ª giornata | Istanbul Bulls | 7 – 13 | İzmir Halcyons | İTÜ Maslak Futbol sahası |

| Smirne 27 aprile 2024, ore 17:30 5ª giornata | İzmir Halcyons | 25 – 20 | ODTÜ Falcons | Balçova Spor Kompleksi |

| Istanbul 11 maggio 2024, ore 15:00 6ª giornata | Koç Rams | 35 – 0 | İzmir Halcyons | Koç Üniversitesi Stadyumu |

| Smirne 19 maggio 2024, ore 19:00 7ª giornata | İzmir Halcyons | 43 – 25 | Gazi Warriors | Balçova Spor Kompleksi |

### Playoff
| Smirne 26 maggio 2024, ore 18:30 Semifinale | İzmir Halcyons | 30 – 19 | ODTÜ Falcons | Balçova Spor Kompleksi |

| Ankara 8 giugno 2024, ore 19:30 Finale | Koç Rams | 10 – 0 | İzmir Halcyons | Yenimahalle Hasan Doğan Stadı |

## Statistiche di squadra
| Competizione      | %Vittorie | In casa | In casa | In casa | In casa | In casa | In casa | In trasferta | In trasferta | In trasferta | In trasferta | In trasferta | In trasferta | Totale | Totale | Totale | Totale | Totale | Totale |
| Competizione      | %Vittorie | G       | V       | N       | P       | Pf      | Ps      | G            | V            | N            | P            | Pf           | Ps           | G      | V      | N      | P      | Pf     | Ps     |
| ----------------- | --------- | ------- | ------- | ------- | ------- | ------- | ------- | ------------ | ------------ | ------------ | ------------ | ------------ | ------------ | ------ | ------ | ------ | ------ | ------ | ------ |
| Stagione regolare | .714      | 4       | 3       | 0       | 1       | 84      | 74      | 3            | 2            | 0            | 1            | 35           | 49           | 7      | 5      | 0      | 2      | 119    | 123    |
| Playoff           | .500      | 1       | 1       | 0       | 0       | 30      | 19      | 1            | 0            | 0            | 1            | 0            | 10           | 2      | 1      | 0      | 1      | 30     | 29     |
| Totale            | .667      | 5       | 4       | 0       | 1       | 114     | 93      | 4            | 2            | 0            | 2            | 35           | 59           | 9      | 6      | 0      | 3      | 149    | 152    |